# 橋本洋平

橋本 洋平（はしもと ようへい）は、カーレーサー、自動車評論家、日本カーオブザイヤー選考委員。

## 来歴
学生時代や自動車雑誌編者時代から数々のレースに参戦。学生時代は機械工学を専攻しつつ、サーキットでフォーミュラカーのドライビングテクニックを積む。自動車雑誌の編集部に就職したあと、2003年にフリーランスのモータージャーナリストとなる。スポーツカーからエコカー、チューニングカーやタイヤも評価し、その特徴を読者へ解りやすく伝えている。2013年より86/BRZレースにも参戦、2019年はクラブマンシリーズEXPERTでチャンピオンを獲得。現在も、速さを争うものからエコラン大会までレース活動を続け、好成績を獲得している。また、ドライビングレッスンのインストラクターも行っている。
日本自動車ジャーナリスト協会会員、日本カーオブザイヤー選考委員。妻のまるも亜希子とは再婚。